# Département Seine

Das Département Seine vor der Erweiterung von Paris in den 1860er Jahren

Das Département de la Seine war ein französisches Département, das Paris und einen Ring von benachbarten Gemeinden umfasste. Seine Präfektur lag in Paris, die offizielle Nummer des Départements war 75. Es wurde 1968 aufgelöst.

## Allgemeines
Das Département Seine wurde am 4. März 1790 als Département de Paris gegründet. 1795 wurde der Name in Département de la Seine geändert und damit nach der Seine benannt, die das Département durchfließt.
Von 1929 bis zu seiner Auflösung 1968 bestand das Département aus der Stadt Paris und 80 selbstständigen Gemeinden in der Umgebung. Es umfasste 480 Quadratkilometer; davon gehörten 22 Prozent zur Stadt Paris. Es war in drei Arrondissements aufgeteilt: Paris, Sceaux und Saint-Denis.

Département Seine und seine 81 Gemeinden 1929 bis 1968 mit der anschließenden Aufteilung:

## Bevölkerung
Bei der ersten Volkszählung in Frankreich (1801) hatte das Département Seine 631.585 Einwohner, 87 Prozent davon in Paris, und war damit das Département mit der zweithöchsten Bevölkerungszahl (nach dem Département Nord) in Frankreich, bevölkerungsreicher als die dichtbesiedelten neuen Départements im heutigen Belgien und den heutigen Niederlanden. Mit dem Wachstum von Paris und seinen Vororten wuchs das Département bis 1968 auf 5.700.754 Einwohner an, von denen nur noch 45 Prozent in Paris selbst lebten. Das Département Seine war nun das weitaus bevölkerungsreichste Frankreichs. Nach Ansicht der Regierung war es zu bevölkerungsreich, um regierbar zu sein. Deshalb wurde entschieden, es zum 1. Januar 1968 in vier kleinere Départements aufzuteilen.

## Aufteilung

Paris und die von der Gebietsreform von 1968 betroffenen Départements der westlichen Île-de-France. Mit der Verwaltungsreform wurden die beiden Départements Seine und Seine-et-Oise aufgelöst und an ihrer Stelle 7 neue Départements geschaffen.

Zum 1. Januar 1968 wurde das Département Seine in vier Départements aufgeteilt: Paris (75), Hauts-de-Seine (92), Seine-Saint-Denis (93) und Val-de-Marne (94).
Im Detail wurde wie folgt verfahren:
1. Die Stadt Paris wurde zu einem eigenen Département gemacht und behielt die alphabetisch nun unzutreffende Ordnungsnummer 75.
2. 29 Gemeinden des bisherigen Départements Seine und 18 Gemeinden des Départements Seine-et-Oise (das 1968 ebenfalls aufgelöst wurde) bildeten das neue Département Val-de-Marne. Die dem neuen Département zugewiesene Ordnungsnummer 94 wurde zuvor von den Territoires du Sud genutzt, dem Teil der Sahara, der ehemals zum französischen Teil Algeriens gehörte.
3. 27 Gemeinden des Départements Seine und 9 Gemeinden des Départements Seine-et-Oise wurden zum neuen Département Hauts-de-Seine zusammengefasst; die Hauts-de-Seine zugewiesene Ordnungsnummer 92 gehörte früher zum Département Oran in Algerien.
4. 24 Gemeinden des Départements Seine und 16 Gemeinden von Seine-et-Oise bildeten das neue Département Seine-Saint-Denis mit der Nummer 93, die früher zum Département Constantine in Algerien gehörte.

Daraus folgt, dass die Départements Hauts-de-Seine, Val-de-Marne und Seine-Saint-Denis (die in Frankreich als petite couronne bezeichnet werden) mit der Stadt Paris zusammen größer sind als das vormalige Département Seine: 762 gegenüber 480 Quadratkilometer.
Bei der Volkszählung von 1999 hatte der Bereich des früheren Départements Seine 5.203.818 Einwohner, das sind rund 500.000 weniger als 1968.

## Folgen
In den 1960er Jahren hielt man das Département Seine allgemein für zu groß, um vernünftig verwaltet werden zu können, daher wurde die Änderung der Strukturen begrüßt. In den 40 Jahren danach zeigten sich jedoch die Folgen des ungebremsten Wachstums, der verfehlten Städtebaupolitik und der mangelnden Infrastruktur der Vororte – nur wenige haben zum Beispiel Anschluss an das Métronetz, es ist daher sehr aufwändig, ohne Auto in die Innenstadt zu gelangen. Es bildeten sich in einigen Vorstädten, vor allem im Norden und Osten, Ghettos mit hohem Migrantenanteil, hoher Arbeitslosigkeit und hoher Kriminalität, während Paris selbst mehr und mehr Wohnort der Wohlhabenden wurde (Gentrifizierung) und die Mittelklasse immer mehr an den Rand gedrängt wurde. Der Bau des Boulevard périphérique um Paris herum teilte das Gebiet zudem deutlich in zwei Bereiche, bei denen im äußeren Ring immer stärker die Meinung vertreten wird, die reiche Bevölkerung von Paris kümmere sich nur noch um die eigenen Belange und überlasse die ärmere Bevölkerung außerhalb ihrem Schicksal. Präsident Nicolas Sarkozy kündigte daher im Jahr 2008 ein ambitioniertes Projekt namens Grand Paris an, das die administrative Trennung zwischen der Kernstadt und den Vororten aufheben und eine einheitliche Verwaltung für die gesamte Agglomeration schaffen will.